# Vallée de la Pède
La vallée de la Pède ou plus simplement la Pède, est une partie du Pajottenland sur le Westrand (périphérie ouest de Bruxelles) surplombant le quartier rural de Neerpede à l’extrême ouest d’Anderlecht, et les villages de Pede-Sainte-Anne et Pede-Sainte-Gertrude des entités de la commune de Dilbeek.En région bruxelloise, une fois passé le quartier de Neerpede, la vallée passe d’un aspect rural à un état aspect urbanisé. Cette urbanisation de ce morceau de la vallée a commencé dans les années 1960 avec la construction de grandes tours de logements entouré d’un espace vert de type « parc urbain ». 
C’est une zone en très grande majorité naturelle et campagnarde dont les hameaux sont célèbres, notamment par les peintures de Breughel.
La vallée de la Pede fait le bonheur de tout genre de promeneurs (randonneurs, cyclistes et cavaliers), on peut apercevoir le Neerpedebeek.